# Рябина глоговина
Ряби́на глогови́на, или бере́ка (лат. Sorbus torminalis) — вид растений из рода Рябина (Sorbus) семейства Розовые (Rosaceae).

## Синонимы
- Crataegus torminalis L. basionym
- Pyrus torminalis (L.) Ehrh.

## Ботаническое описание
Дерево высотой до 25 метров (обычно бывает менее высоким — до 12 метров). Кора на молодых ветвях оливкового цвета, на старых тёмно-серая с узкими продольными трещинами.
Листья длиной до 18 см, шириной до 10 см, яйцевидные, с тремя — семью острыми лопастями. Черешок листа длиной 2—5 см.
Цветки диаметром 6—8 мм с белыми лепестками собраны в щиток.
Плоды шаровидные или яйцевидные, диаметром 8—12 мм, от буровато-жёлтого до красно-коричневого цвета, покрыты светлыми точечками. Содержат 1—3 семени.

## Распространение
Произрастает в Северной Африке, Западной Азии и на Кавказе, в странах Европы с относительно мягкими зимами. В средней полосе России недостаточно зимостойка.

## Значение и применение
Рябина глоговина часто высаживается как декоративное дерево в парках и садах. Плоды могут использоваться в пищевой промышленности. Древесина ценится в мебельной промышленности и для изготовления различных поделок: она светлая с красноватым оттенком, лоснится на срезе, тяжёлая, мелкослойная, быстро высыхает и хорошо полируется.

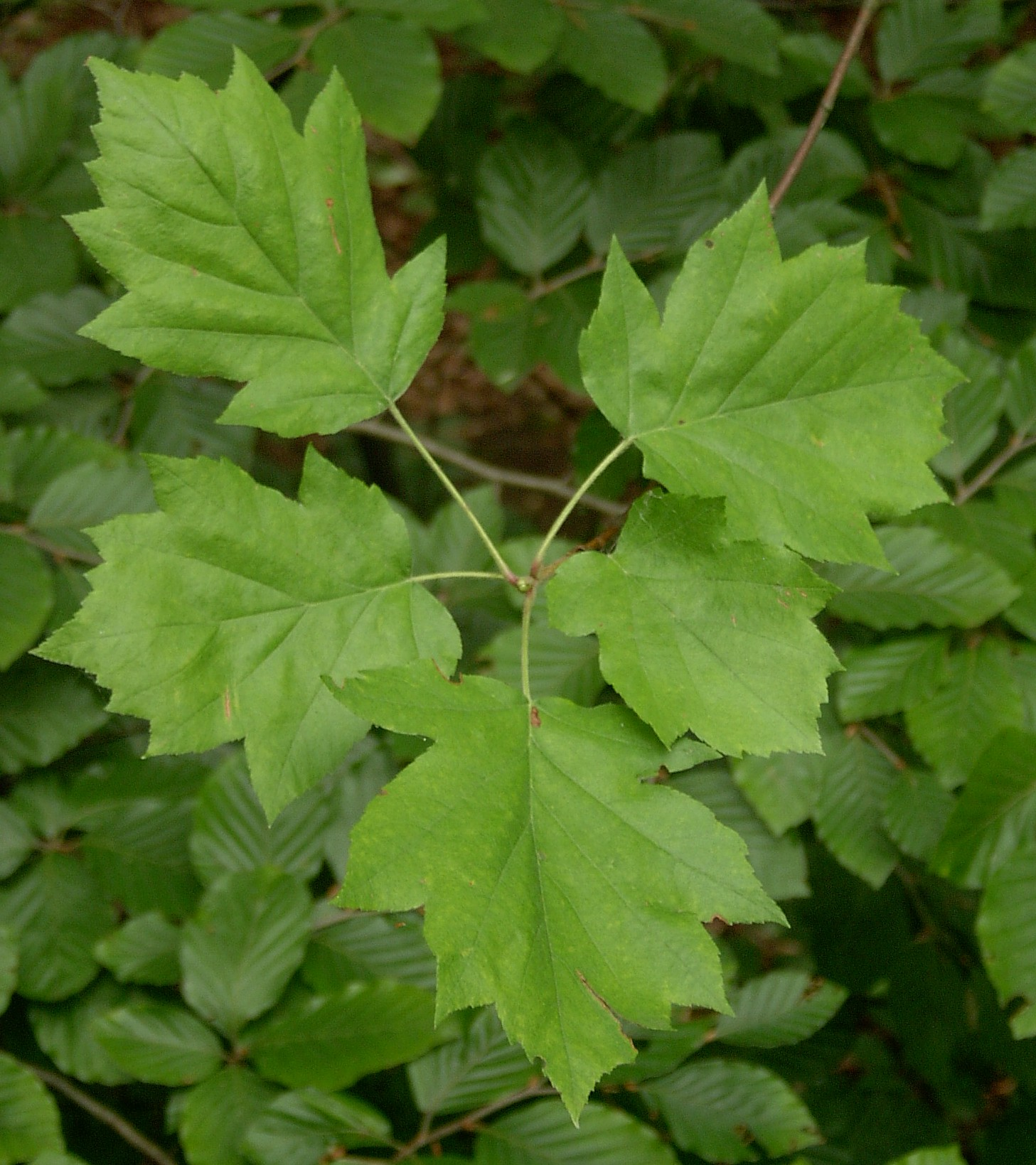
Листья
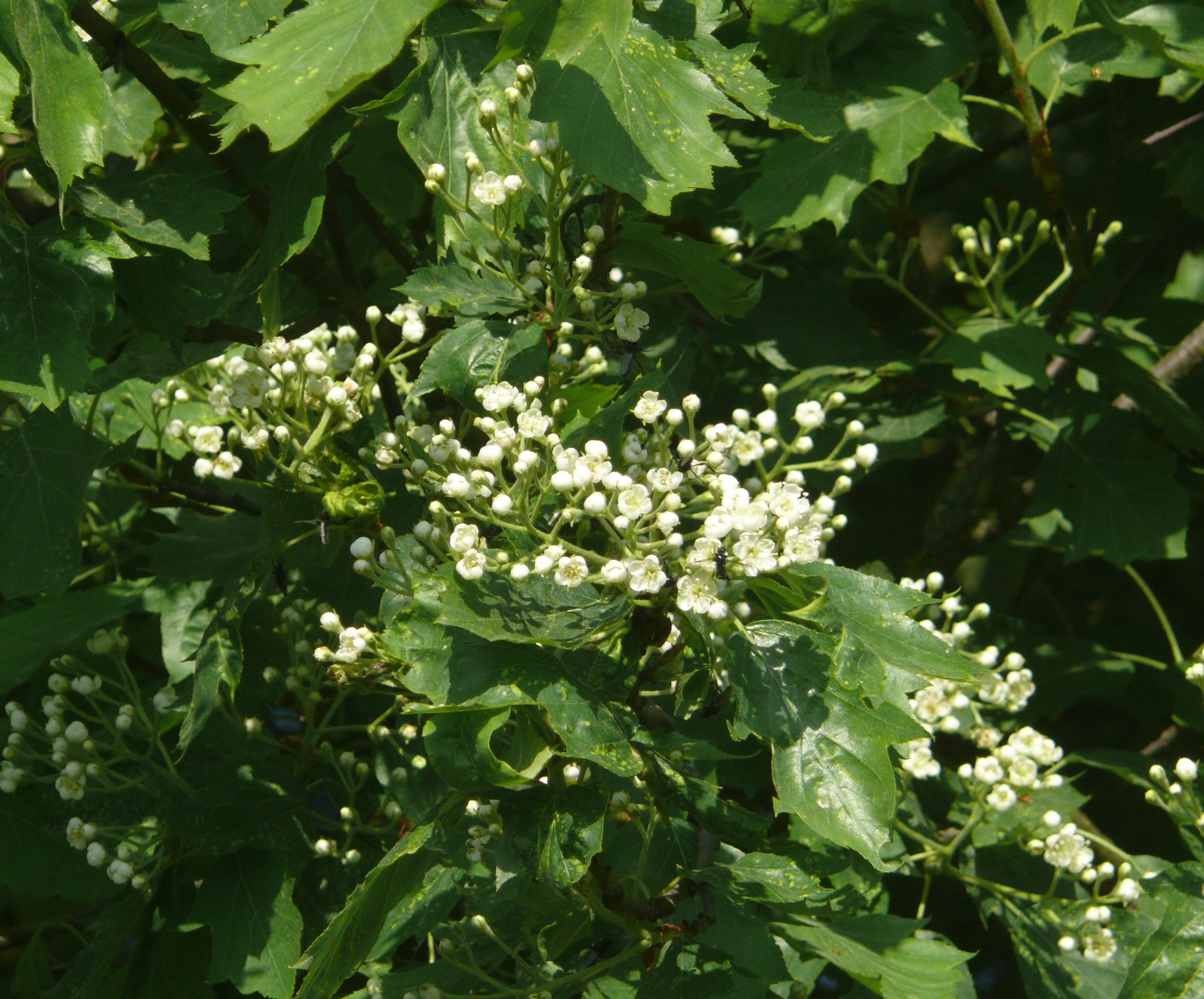
Цветущая рябина глоговина
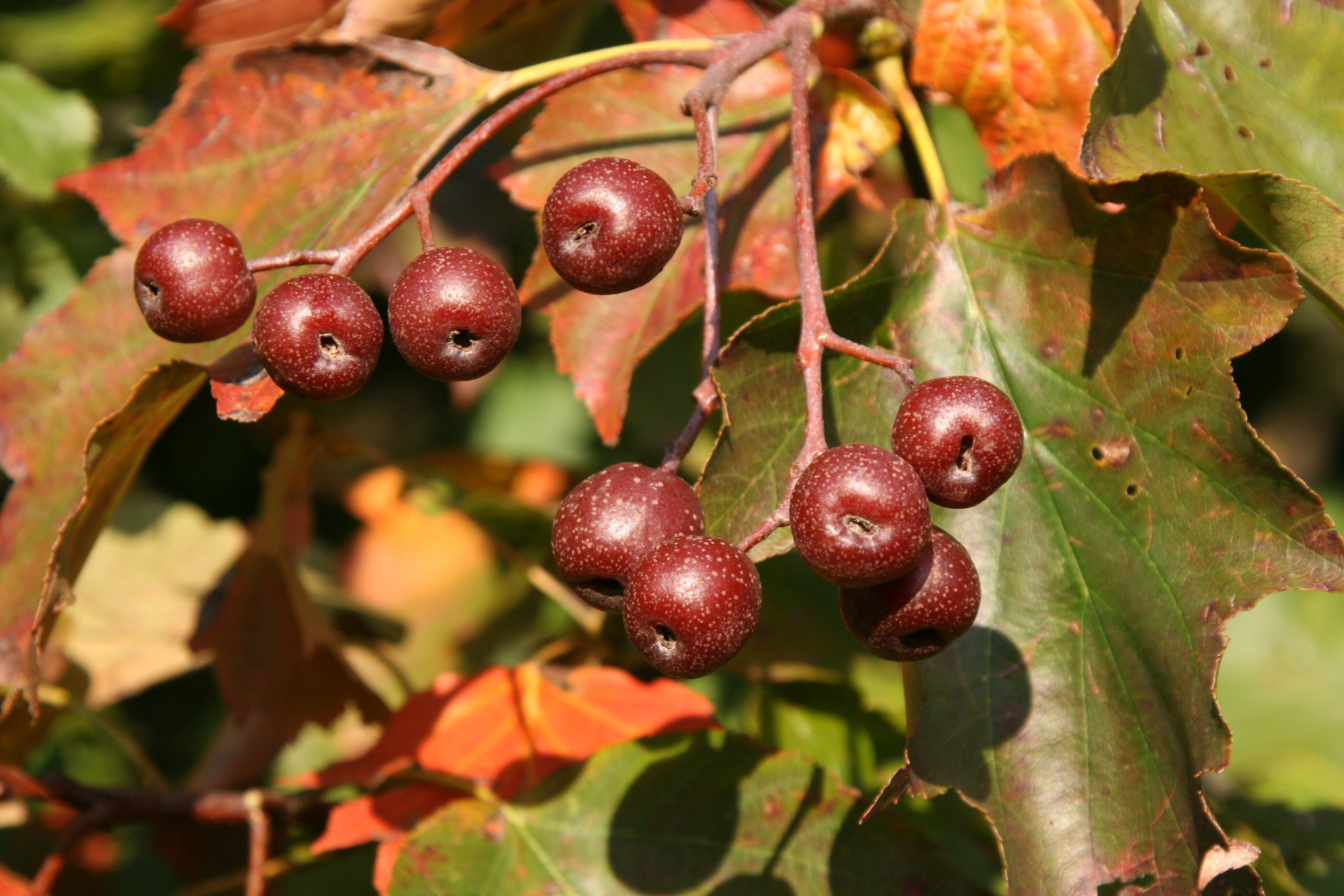
Плоды
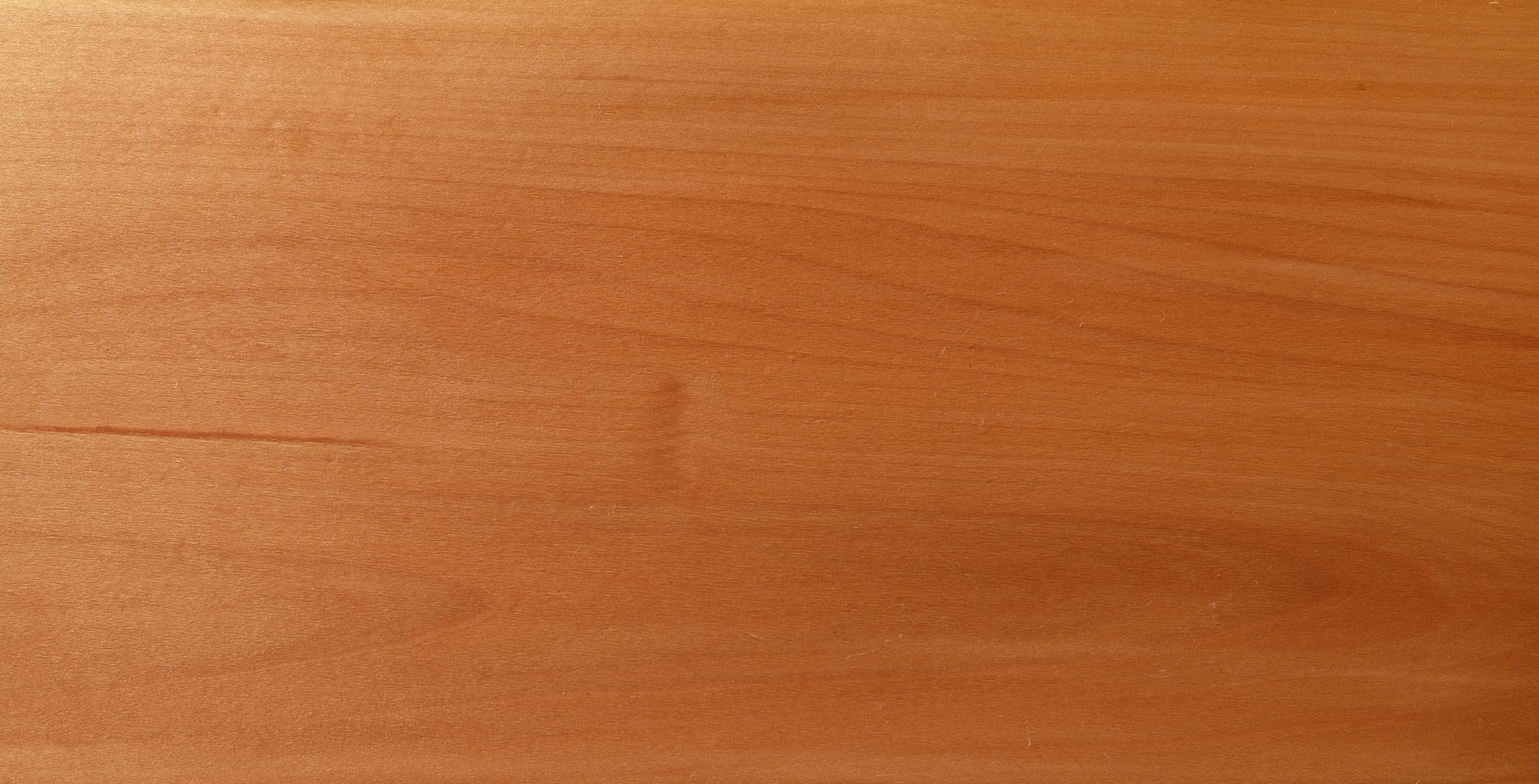
Древесина